# Wayland Patera
La Wayland Patera è una struttura geologica della superficie di Io.